# Bart van der Hoeden
Barend (Bart) van der Hoeden, later Baruch Hod genaamd, (Utrecht, 13 februari 1924 - Kefar Sava, ?) is een Nederlandse verzetsstrijder in de Tweede Wereldoorlog van Joodse afkomst.

## Levensloop

### Begin van de oorlog; zieke moeder
Van der Hoeden groeide op in een seculier-Joods gezin, hoewel thuis wel de joodse feestdagen werden gevierd. Zijn vader was een zionist. Van der Hoeden had drie zussen. Hij bezocht een middelbare school met - naar eigen zeggen - 2 Joodse leerlingen op een totaal van 2.000. Pas na de Duitse inval in Nederland in mei 1940 deed hij ervaring op met antisemitisme. Zijn moeder had een chronische ziekte, wat het oorlogsgebeuren bij het gezin thuis overschaduwde. In de zomer van 1942 ontdekte de familie dat zij op een lijst stonden om uitgewisseld te worden tegen gevangenen uit Palestina. De mensen op de lijst zouden uiteindelijk via Bergen-Belsen in Theresienstadt belanden, maar de familie-Van der Hoeden maakte geen gebruik van deze mogelijkheid.

### Onderduiken; meerdere adressen door het land
Van der Hoedens vader regelde voor elk van zijn kinderen een onderduikadres. Op aanraden van vrienden werden alle kostbare voorwerpen uit het huis verwijderd en bij anderen ondergebracht. Na de oorlog kreeg het gezin alles terug. Van der Hoedens vader vond onderdak bij een boer en betaalde veel geld, maar de boer weigerde uiteindelijk om hem onderdak te bieden. Via een bevriende politieman vond hij een schuilplaats bij een net getrouwd stel in het zuiden van Nederland. De vrouw wist niet dat hij Joods was. Toen zijn vader hem zes maanden later bezocht, kreeg zij wel een vermoeden en het stel verzocht hem te vertrekken. Hij ging met zijn vader mee en vond onderdak bij een vriend van hem in het westen van het land. Zijn moeder verbleef intussen op verschillende plaatsen en overleed in een sanatorium in het noordoosten van Nederland. Zij werd begraven onder een niet-Joodse naam. Een van zijn zussen werd praktisch geadopteerd door een kinderloos echtpaar en kon gewoon de plaatselijke school bezoeken. Een andere zus zat ondergedoken in Noordwest-Nederland waar ze als verpleegster werkte. Later vond Van der Hoeden onderdak bij een boer in Almelo. Hij botste met de vrouw van de boer en moest weer vertrekken.

### Nieuw onderduikadres in Lunteren; betrokken bij het verzet
In de herfst van 1943 vond Van der Hoeden een nieuw onderduikadres bij Aart Roelofsen in Lunteren. Later zou ook zijn zus Hanna op de boerderij onderduiken en vond Roelofsen voor zus Rachel een duikadres in de omgeving. Samen met Driekus van de Pol gaf Roelofsen leiding aan het verzet in Lunteren. Van der Hoeden raakte daardoor ook betrokken bij het georganiseerde verzet. Zijn eerste serieuze bijdrage was de deelname aan een wapendropping. Na de voor de geallieerden verloren Slag om Arnhem in september 1944 waren er veel Britse parachutisten achtergebleven in de regio. Zij werden opgevangen door het Nederlandse verzet. In de nacht van 22 op 23 oktober vond er een grootschalige ontsnapping plaats onder de naam Operatie Pegasus I. Van der Hoeden trad op als een van de gidsen bij de actie, waarbij honderdveertig man succesvol dwars door de Duitse linies heen werden gesmokkeld en over de Rijn werden gezet.
Operatie Pegasus II liep een maand later uit op een volledige mislukking. Veel militairen werden krijgsgevangen gemaakt en verschillende Nederlandse deelnemers aan de crossing moesten dit met de dood bekopen. Slechts een handjevol mannen bereikte bevrijd gebied. Samen met de geheim agent Abraham du Bois ving hij een groep geallieerde parachutisten en piloten op die vanuit Elburg te laat arriveerden om mee te gaan. Nadat duidelijk werd dat de operatie op een totale mislukking was uitgelopen zocht Van der Hoeden nieuwe onderduikadressen voor de soldaten in Kootwijkerbroek.

### Deelname aan wapendropping; arrestatie en ontsnapping
Van der Hoeden werd - vermoedelijk in de nacht van 28 op 29 december 1944 - aangehouden door de Duitsers toen hij deelnam aan een wapendropping. Van der Hoeden behoorde tot de bewakingstroepen. Hij werd vermoedelijk meegenomen naar De Wormshoef, het regionale hoofdkwartier van de Sicherheitsdienst. Hij kon zich niet identificeren. De Duitsers trokken zijn broek naar beneden om te zien of hij besneden was. Daarna werd Van der Hoeden in het kruis getrapt. Hij werd enkele dagen opgesloten en daarna seksueel misbruikt en vervolgens in een kast opgesloten. Uiteindelijk slaagde hij erin met de hulp van een prostituee te ontsnappen, hoewel hij achteraf niet meer herinnerde hoe precies.
Van der Hoeden kreeg valse papieren en verliet Lunteren direct. Later keerde hij terug bij de familie-Roelofsen. Op het moment dat er een inval dreigde vertrok iedereen van de boerderij. Samen met een zoon van Roelofsen vond Van der Hoeden een nieuw onderduikadres. Deze periode heeft Van der Hoeden totaal uit zijn geheugen gewist, tot een maand voor het einde van de oorlog, hoewel hem verteld is dat hij nog steeds actief was binnen de ondergrondse. Na de bevrijding hield Van der Hoeden zich bezig met de opsporing van collaborateurs.

### Bevrijding; weer terug naar school
Samen met een andere ondergedoken Joodse onderduiker uit Lunteren Jacques Hertz meldde Van der Hoeden zich aan bij een Nederlandse legerdivisie, waar ze werden opgeleid om de Japanners te verdrijven uit Nederlands-Indië. Hij ontving echter bericht dat hij zijn studie dierengeneeskunde aan de Universiteit van Utrecht kon hervatten. Hij had getekend voor militaire dienst, maar zijn commandant ging ermee akkoord de andere kant op te kijken terwijl Van der Hoeden het legerkamp verliet.

### Inzinking; emigratie naar Israël
Het gezin-Van der Hoeden ging na de bevrijding weer in Utrecht wonen. Iedereen had de oorlog overleefd, met uitzondering van moeder. Wel waren meerdere familieleden in derde graad omgekomen. Van der Hoeden was dusdanig getraumatiseerd dat hij met bijna niemand meer sprak. Zijn vader stuurde hem naar de psychiater, maar die wist niet wat hij met hem aan moest. Hij keerde terug naar de familie-Roelofsen in Lunteren, waar hij er na drie maanden weer bovenop kwam. Hij zou het lange tijd moeilijk blijven vinden om te vertellen over zijn oorlogservaringen, met name zijn ervaringen tijdens zijn arrestatie.
Aan het begin van 1947 stopte Van der Hoeden aan de universiteit. Hij raakte betrokken bij de zionistische beweging. Een zus was een jaar na de oorlog al naar Palestina geëmigreerd en de rest van de familie wilde ook die kant op. Van der Hoeden hield zich in eerste instantie bezig met het opsporen van Joodse kinderen die tijdens de oorlog waren ondergedoken bij niet-Joden. Dat was ingewikkeld, want vaak waren de biologische ouders tijdens de oorlog omgekomen en de onderduikgezinnen wilden de kinderen niet altijd opgeven, wat leidde tot rechtszaken.
Van der Hoeden hield zich ook bezig met de smokkel van wapens die bestemd waren voor de Joden in Palestina. Hij werd daarvoor door de Nederlandse politie gearresteerd en kreeg een voorwaardelijke straf. Daardoor was hij wel het laatste gezinslid dat in 1948 in het inmiddels onafhankelijke Israël arriveerde. Van der Hoeden had in Nederland een zekere Sarah leren kennen. Zij wilden eigenlijk al in Nederland trouwen, maar omdat Sarah minderjarig was had ze toestemming nodig van een ouder of grootouder. Die waren allen in de oorlog omgekomen wegens hun Joodse afkomst.

### Nieuwe naam; het leven in Israël
Van der Hoeden nam in Israël de Hebreeuwse versie van zijn naam aan: Baruch Hod. Hij werkte eerst als veearts en later als leraar. Het echtpaar woonde op verschillende kibboetzim. Na hun pensioen hielden zij zich onder ander bezig met de ondersteuning van Russische immigranten en ouderen met alzheimer.